# Campsicnemus inornatus
Campsicnemus inornatus är en tvåvingeart som beskrevs av Lazar Botosaneanu och Vaillant 1973. Campsicnemus inornatus ingår i släktet Campsicnemus och familjen styltflugor.
Artens utbredningsområde är Kuba. Inga underarter finns listade i Catalogue of Life.